# 四齿藓科
四齿藓科（学名：Tetraphidaceae）是四齿藓目下的一个科。

## 下属分类
本科包括以下属：
- 四齿藓属 Tetraphis Hedw.
- 小四齿藓属 Tetrodontium Schwägr.